# テセウスの船 (漫画)
『テセウスの船』（テセウスのふね、英語: Ship of Theseus）は、漫画家・東元俊哉による日本の漫画。講談社発行の漫画雑誌『モーニング』にて、2017年30号から2019年30号まで連載。

## あらすじ
1989年（平成元年）6月24日に北海道・音臼村の音臼小学校で児童16人、職員5人の犠牲者を出した無差別毒殺事件。自宅から凶器の青酸カリが発見されたため容疑者として逮捕された駐在所警察官・佐野文吾は一貫して否認したものの、最高裁でも死刑判決が下り収監中である。
事件から28年後の2017年、文吾の息子であり母の旧姓を名乗る田村心は1989年7月10日に生まれたため父との面識はないが、目立たないように生き「殺人犯の家族」と周囲に知られる度に引っ越しを繰り返す日陰の道を物心ついた時から歩んでいた。心の妻である由紀は、「事件には不自然な点があり冤罪の可能性がある」と励ますものの、心は妻とこれから生まれる子供の幸せを守ることだけを考えたいと答える。
だが、そんな願いも虚しく由紀は娘の未来を出産した際に死亡し、娘は義父母（由紀の両親）に引き取られることになる。心は「文吾が冤罪であれば娘は犯罪者の孫ではなくなる」との思いから、音臼小無差別殺人事件に初めて正面から向き合う決心をする。由紀が遺した事件の資料を手に、事件が起きた旧音臼村を訪れた心は、奇妙な霧に包まれる。
そして心がたどり着いたのは、1989年1月7日、事件が起こる約半年前の音臼村だった。雪に埋もれていた少女を助けた心は、村の三島医院に少女を運んだが、現在が28年前であり、少女が自分の姉の佐野鈴であることに気づく。本来の歴史では、姉の顔は凍傷のため酷い痣ができていたが、発見が早かったため軽い霜焼けで済んでいた。
由紀の資料から、村では同じ1月7日に除草剤パラコートを誤飲して医者の次女である5歳の三島千夏が死亡することを知り、心は病院倉庫からパラコートを持ち去り歴史を変えようとする。しかし千夏は、歴史通りにパラコート中毒を起こして死亡してしまう。千夏が死ぬ前に文吾と共にいたのを見た心は、父が犯人という疑いを持つが、文吾もまた、村の人間ではなく「病院から何かを盗んでいた」との目撃証言がある心に疑いを抱く。
そんな両者の思いをよそに、文吾の妻であり心を妊娠中である佐野和子は、行く当てがない心を「娘の恩人」として駐在所に住まわせるのだった。そして、心の荷物を調べた文吾は、「平成27年」交付のありえない運転免許証を発見する（ここまで第1巻）。

## 登場人物
田村心（たむら しん）
28年前に北海道の小学校で発生した無差別毒殺事件において逮捕された警察官である佐野文吾の息子。
死刑判決を受けながらも、なお無罪を主張する父親の冤罪を信じて、事件についての調査を行う。
田村由紀（たむら ゆき）
心の妻。
佐野文吾（さの ぶんご）
28年前に北海道の小学校で発生した無差別毒殺事件の容疑者として逮捕された元警察官。
死刑判決を受けて収監中の身であるが、一貫して無罪を主張している。
田村和子（たむら かずこ）
心の母。佐野文吾の妻。
村田藍（むらた あい） / 田村鈴（たむら すず）
心の姉。
田村慎吾（たむら しんご）
心の兄。

## 書誌情報
- 東元俊哉『テセウスの船』講談社〈モーニングKC〉、全10巻
  1. 2017年09月22日発売[講 1]、ISBN 978-4-06-510310-4
  2. 2017年12月20日発売[講 2]、ISBN 978-4-06-510677-8
  3. 2018年03月23日発売[講 3]、ISBN 978-4-06-511105-5
  4. 2018年06月22日発売[講 4]、ISBN 978-4-06-511691-3
  5. 2018年09月21日発売[講 5]、ISBN 978-4-06-512881-7
  6. 2018年12月21日発売[講 6]、ISBN 978-4-06-513974-5
  7. 2019年03月22日発売[講 7]、ISBN 978-4-06-514962-1
  8. 2019年06月21日発売[講 8]、ISBN 978-4-06-516292-7
  9. 2019年11月22日発売[講 9]、ISBN 978-4-06-517756-3
  10. 2019年12月23日発売[講 10]、ISBN 978-4-06-517758-7

## テレビドラマ
2020年1月19日から同年3月22日までTBS系「日曜劇場」で放送された。主演は同枠初主演の竹内涼真。大映テレビとTBSテレビの共同制作。なお、本作品の真犯人は原作とは別人となっている。
最終回放送後、動画配信サービスParaviにおいて特典映像「テセウスの船 完全ネタバレ!犯人の日記大公開」が配信された（前編は最終回放送直後、後編は3月29日21:00）。本放送中に真犯人がTwitterアカウント「おじいさんの古い斧（@gfsoldaxe）」で心情をつぶやいていた。2020年5月11日から5月23日（22日深夜）まで、TBSテレビ、IBC岩手放送、テレビユー山形、テレビユー福島、北陸放送、山陰放送、RKB毎日放送、長崎放送で「テセウスの船ネタバレSP」が放送された。

### キャスト

#### 主人公
田村心（たむら しん）〈30〉
演 - 竹内涼真（幼少期：高木波瑠）
佐野文吾の息子。1989年4月26日生まれ。東京都武蔵野市中町5-5-6-306在住。教員免許を取るが、殺人犯の息子ということで教師になることは諦めている。
妻の由紀が死んだ後、音臼小学校の跡地を訪れるが、突然濃い霧に包まれ1989年1月7日にタイムスリップする。
たどり着いた1989年で文吾が本当に殺人犯なのかを調べるため、由紀の作成したノートを元に文吾に張りついて音臼小無差別殺人事件を止める決意をする。そして文吾が命の危険を冒してまで三島明音を助けようとしているのを見て、文吾は殺人犯ではないと確信する。
1989年の文吾や和子からは「心さん」と呼ばれている。文吾が身元保証人になり音臼小学校の臨時教員になる。
崖から捨てたノートを犯人に拾われたため、文吾にこれから起こる音臼小無差別殺人事件のこと、文吾が殺人犯として逮捕されること、心が文吾の息子だということを打ち明けるが、取り乱した文吾に駐在所を追い出される。音臼神社で文吾と和解するが、濃い霧に包まれ現代に戻ってしまう。2度目の過去にタイムスリップした際に真犯人に刃物で刺されて殺害されてしまった。

#### 2020年（現代）

##### 主人公の親族
田村和子（たむら かずこ）
演 - 榮倉奈々
心の母。夫の佐野文吾が逮捕されてからは笑顔はなく、子供たちに、他人の前で笑ったり泣いたりしちゃいけないと話している。
心がタイムスリップから戻った現代では、心が過去を変えた影響で和子は心を出産後に一家心中を図り死亡している。
村田藍（むらた あい） / 田村鈴（たむら すず）
演 - 貫地谷しほり（高校生：御守花凜）
心の姉。小学5年生のとき、音臼神社の階段から転落し長時間雪に埋もれたせいで頬に凍傷の痕が残っていたが、タイムスリップした心が過去を変えた影響で痕がなくなっている。現在は顔を整形していて、上記の偽名を使用している。内縁の夫は音臼小学校の同級生だった加藤みきお（現・木村みきお）。自身が佐野鈴だということを夫と義母は知らないと本人は思っていた。
田村慎吾（たむら しんご）
演 - 澤部佑（中学生：田澤泰粋）
心の兄。心がタイムスリップから戻った現代では、心が過去を変えた影響で和子と共に死亡している。
田村由紀（たむら ゆき）
演 - 上野樹里（特別出演）
心の妻。旧姓：岸田。心の過去をすべて承知の上で両親の反対を押し切り結婚する。ミルクティーが好物。
心に自身が作成したノートを見せ、音臼小無差別殺人事件の話をしている最中に産気づき、病院で娘の「未来」を産むが、妊娠中毒症で死亡する。
心がタイムスリップから戻った現代では、心が過去を変えた影響で生存している。ただし独身のため姓は「岸田」で心とは面識もなく娘の「未来」も存在しない。週刊実像の記者をしていて、音臼小無差別殺人事件の記事を書いている。
由紀に会いに来た心に対し記者として接する。後日、心から「音臼小事件被害者の集い」のことを聞かれ、文吾の冤罪を証明しようとする心の姿を見て日時と場所を教える。由紀も当日「音臼小事件被害者の集い」に行くが、会場に入れず被害者遺族に冤罪の証拠がほしいと言えないでいる心の代わりに壇上に立ち訴える。
岸田聡（きしだ さとし）
演 - 津村和幸（第1話）
由紀の父。由紀が死んだのは心と結婚したせいだと責め立てる。
佐野文吾（さの ぶんご）
演 - 鈴木亮平
宮城拘置支所の死刑囚。1989年3月12日に起きた音臼小無差別殺人事件で犯人として逮捕され、死刑判決が確定した今も冤罪を訴え続けている。
現代に戻った心が文吾の面会に来た際は、タイムスリップした心のことを覚えていることを語り、心がいなくなってからの出来事、再審請求をするつもりがないこと、鈴が初めて面会に来たことを話す。

##### 音臼村の元住人
木村みきお（きむら みきお）
演 - 安藤政信（幼少期 : 柴崎楓雅）
鈴の内縁の夫。旧姓は「加藤」。音臼小無差別殺人事件の被害者で、後遺症で下半身不随になり車椅子生活をしている。事件後、身寄りがないみきおはさつきの養子になる。さつきが彼の部屋にある大量の絵や青酸カリを発見し紀子を口封じのために殺したことから、さつきの死後、さつきが音臼町事件の真犯人の可能性が否定できないと心に語る。
木村さつき（きむら さつき）
演 - 麻生祐未
音臼小学校の元教員。腹黒い性格をしており、目的のためなら手段を選ばない。中野区新薬町3-2-9-203在住。音臼小無差別殺人事件後、身寄りがない加藤みきおを引き取る。
藍とみきおの住んでいるマンションを盗撮しており、喫茶店での心と藍の会話から藍の本名が「佐野鈴」だと確信し、脅迫を仕掛ける。さらに、藍に死なない程度の毒を（紀子が金丸を殺した犯人についての情報を心に話す前に）飲むように命じて、藍が救急車で運ばれる隙を突き、青酸カリ入りの芋羊羹を食べさせることで紀子を毒殺。その後自らも死なない程度に食べて被害者を装い、藍に罪を擦りつけようとしたが、自身も入院中に何者かに毒殺される。
松尾紀子（まつお のりこ）
演 - 芦名星
木村メッキ工場の元パート職員。旧姓は「佐々木」。長谷川翼が亡くなってから別の男性と結婚して娘がいる。夫は亡くなり今は八王子で一人暮らしをしている。
音臼小無差別殺人事件の証言者として名乗り出るが娘に反対され断る。その後、文吾に接見し証言できないと詫びるが、一生後悔したくない思いから心に当時見たことを話す決意をする。
自宅で心に真相を話す直前に同席していた鈴が倒れ、鈴が付き添いの心と救急車で運ばれたあと、さつきに口封じのごとく毒殺されてしまう。
田中正志（たなか まさし）〈59〉
演 - せいや（霜降り明星）
田中義男の息子で、現在は千葉のアパートで一人暮らしをしている。みきおの証言によりさつきの病室から逃げ去った人物と人物像が一致しており、心が会いに行こうとしたが、既に何者かに殺害された後であった。
神崎（かんざき）
演 - 野村昇史（第6話）
心に「小柄で小太りのメガネをかけている男性」に思い当たる人はいないかと聞かれ、「田中の息子」と答えた元住人。
森君江（もり きみえ）
演 - ただのあっ子（第6話）
仙南警察署の刑事だった亡き森清彦の妻。
内海拓郎（うつみ たくろう）
演 - 春延朋也（第6話）

##### その他（現代）
鍋島
演 - 松澤一之（第4話・第5話）
週刊実像の編集長。30年前の事件を追いかける由紀を快く思っておらず、その由紀からも「パワハラ上司」と呼ばれ嫌われている。
藤原（ふじわら）
演 - 三上市朗（第6話）
千葉県警川手警察署の刑事。心を田中正志殺害容疑で任意の勾留をするが、由紀が正志のアパートに入って行った不審人物が写った映像を持って来た上に心の不当な勾留を記事にすると主張したため釈放する。

#### 1989年（過去）

##### 佐野家
佐野文吾
演 - 鈴木亮平
宮城県警仙南警察署音臼村駐在所の警察官。家族思い・村人思いの心優しく正義感溢れる熱血漢で、家族や村民から慕われ頼りにされている。
鈴が運ばれた三島医院でタイムスリップした心と対面する。三島明音が森で迷子になり保護するが、熊が出て逃げているうちに崖から落ち足を負傷する。明音を探しにきた心に明音を崖から引っ張り上げてもらい、明音を井沢に預け再び戻ってきた心に文吾も引っ張り上げてもらう。その後、文吾と打ち解けた心から2020年の未来から来たと打ち明けられる。
心が現代に戻ったあと「6年生を送るお楽しみ会」を中止させようとしたが、結局中止にはならず、学校にあった飲み物は全て捨てたが「はっと汁」で事件が起こる。
佐野和子
演 - 榮倉奈々
心の母。朗らかで優しく笑顔が絶えない。現在妊娠している。
鈴を助けた心に感謝し、自宅に泊まるよう勧める。
佐野鈴
演 - 白鳥玉季
心の姉。音臼小学校の5年生。陽気で気が強く、真っ直ぐな性格。カニが好物。
1989年1月7日に音臼神社の階段から転落し雪に埋もれる。本来はこの件で頬に凍傷の痕が残るが、タイムスリップした心に三島医院に運ばれ、医師の処置が早かったため、頬に凍傷の痕が残らず軽い脳震盪だけですむ。
佐野慎吾
演 - 番家天嵩
心の兄。気弱な面もあるが、天真爛漫でノリのいい性格。

##### 音臼小無差別殺人事件の死亡者
◆（1989年3月12日、青酸カリが入った「オレンジジュース」を飲んで死亡した人物）※番組開始時点
●（1989年3月12日、青酸カリが入った「はっと汁」を飲んで死亡した人物）※第二章（現代編）
小向香奈（こむかい かな）
演 - 未来 ◆ ●
音臼小学校の教員。
大貫公平（おおぬき こうへい）
演 - 佐藤タダヤス ◆
音臼小学校の教員。本来は1989年3月12日に音臼小無差別殺人事件で死亡するが、タイムスリップした心が過去を変えた影響で死なずに済む。
野村悠（のむら ゆう）
演 - 笹木祐良 ◆ ●
冴島真理（さえじま まり）
演 - 小林有希 ◆ ●
佐田悦子（さだ えつこ）
演 - 小熊萌凛 ◆ ●
児玉直弘（こだま なおひろ）
演 - 岡田龍樹 ◆ ●
西脇勤（にしわき つとむ）
演 - 山田紋士 ◆ ●
佐藤陽（さとう ひかり）
演 - 小島怜珠 ◆ ●
工藤さゆり（くどう さゆり）
演 - 小林紗希 ◆ ●
以上7人は音臼小学校の5年生。

##### 不可解な死に方をした住人
凡例：
■ … 番組開始時点で不可解な死に方をしている人物
□ … タイムスリップした心が過去を変えた影響で不可解な死に方をした人物
● … 1989年3月12日に青酸カリが入った「はっと汁」を飲んで死亡した人物 ※第二章（現代編）
佐々木紀子（ささき のりこ）
演 - 芦名星 ■
木村メッキ工場のパート職員。婚約者の翼から日常的に暴力を振るわれている。
本来は1989年2月18日にシアン中毒で自殺しているが、タイムスリップした心が過去を変えた影響で死なずに済む。
翼から青酸カリを持ってくるように言われ断るが、やはり暴力を振るわれ工場から青酸カリを盗み翼に渡す。
翼が死んだあと罪悪感と恐怖で生きる気力を失い音臼岳で自殺しようとしたが、金丸が犯人に崖から突き落とされるのを目撃し、自殺する気力もなくなり音臼村から逃げ出す。
長谷川翼（はせがわ つばさ）
演 - 竜星涼 □
新聞配達員。写真が趣味。表面上は優しく子供たちの人気者だが、子供たちを盗撮したり、婚約者の紀子に暴力を振るったりしていた。心が三島医院の倉庫からパラコートを捨てるところを目撃したため、心を泥棒扱いしている。
三島明音を監禁し殺すつもりだったが殺せず、その後音臼神社で遺体で発見される。死因は青酸カリによる自殺。
三島千夏（みしま ちなつ）
演 - 湯本柚子 ■ □
保と聡子の次女。明音の妹。
本来は1989年1月7日に自宅倉庫にあった除草剤パラコートを誤って飲み死亡するが、タイムスリップした心が事前に倉庫のパラコートを捨て回避させる。しかし別のパラコートを飲み死亡する。
金丸茂雄（かねまる しげお）
演 - ユースケ・サンタマリア □
宮城県警仙南警察署強行犯捜査係の警部補。
村に突如現れた心が、三島千夏の殺害および三島明音を誘拐した犯人だと疑い逮捕するが、なぜか急に釈放する。その後、駐在所を追い出された心から、未来から来たこと、文吾の息子だということを告げられ協力を求められる。
金丸は文吾を殺人犯にしないための重要な証拠を捜しに行くが、音臼岳の崖から犯人に突き落され遺体で発見される。
木村敏行（きむら としゆき）
演 - 不破万作 ■
木村メッキ工場の工場長。さつきの父。
本来は1989年1月9日午前7時ごろ、音臼岳の荒川橋付近で雪崩が起こり巻き込まれて死亡するが、タイムスリップした心の行動で雪崩に巻き込まれるのを回避させ死なずにすむ。
1989年3月10日時点でぎっくり腰で入院中。
田中義男（たなか よしお）
演 - 仲本工事 ■ ●
元宮城県議会議員で詩人。目の具合が悪い。
本来は1989年1月15日に自宅の火事により死亡するが、タイムスリップした心が1月15日に文吾と正志の3人で義男の自宅に詰め、火事が起こるのを防ぐ。その後心が過去を変えた影響で、1989年3月12日に音臼小無差別殺人事件で死亡する。

##### その他（過去）
田中正志
演 - せいや（霜降り明星）
義男の息子。目の具合が悪い父の面倒を見るため、休みの日だけ仙台から来ている。
1977年の音臼村祭事件で母親が誤ってキノコ汁に毒キノコを入れてしまったのが原因で、家族がバラバラになってしまっている。
徳本卓也（とくもと たくや）
演 - 今野浩喜
農家。何を考えているのか分からないと言われているが、子どもには優しく接する。10年前に起きた音臼村祭事件で母親を亡くしている。
森清彦（もり きよひこ）
演 - 加治将樹
宮城県警仙南警察署強行犯捜査係の刑事。2020年においては既に故人であり、独自に音臼町事件については調べていた。
三島保（みしま たもつ）
演 - 黒岩司
三島医院の院長。明音と千夏の父。音臼神社の階段から転落し負傷した鈴の処置をする。
三島聡子（みしま さとこ）
明音と千夏の母。
加藤みきお
演 - 柴崎楓雅
音臼小学校の5年生。身寄りがない少年。1歳で母と死別、その後医師だった父とも死別し、音臼村に住む祖母に引き取られるが、祖母とも死別し隣町の施設に引き取られる。
三島明音（みしま あかね）
演 - あんな
音臼小学校の5年生。保と聡子の長女。千夏の姉。
千夏が亡くなったあと、森に入り千夏との「森でリスに餌をあげる」という約束を守ろうとするが、迷子になり文吾と心に助けられる。
その後、本来は1989年1月16日に行方不明になるはずだったが、心が過去を変えた影響で前日の1月15日に行方不明になる。風速計のある小屋に監禁されているのを文吾と心に救出される。意識が戻った明音は監禁したのは長谷川翼だと証言する。しかし、金丸や森が調べたところ、絞められた際の痣が不自然であることが判明する。
馬淵（まぶち）
演 - 小籔千豊（第9話・最終話）
宮城県警の監察官。キャリア。「組織」を守るためならば手段を選ばない。文吾との間には過去の因縁がある模様。
意識不明の加藤みきおが文吾のパトカーに残されていたため、殺人未遂容疑で家宅捜索するために佐野家を訪れる。
井沢健次（いざわ けんじ）
演 - 六平直政
井沢商店の店主。村のまとめ役。文吾を「文ちゃん」と呼んでいる。
加納（かのう）
演 - 東龍之介（第2話）
文吾に手配され田中義男を診た医師。
石坂秀夫（いしざか ひでお）
演 - 笹野高史
音臼小学校の校長。気さくで穏やかな人柄。絵が趣味のようで、校長室では鉛筆を削っている。心と同い年（昭和33年生まれ）の息子が東京にいるらしい。ピンク・レディーのファンを自称。面接を行い、心を臨時教員に採用する。
かつて、徳本の母親が亡くなった音臼村祭の実行委員を務めていた。
木村さつき
演 - 麻生祐未
音臼小学校の教員。生徒からの信頼が厚く、愛称は「さつき先生」。独身で父との2人暮らし。
鬼塚
演 - 阪田マサノブ（第9話・最終話）
殺人未遂容疑の文吾が消息不明の中、佐野家に詰め寄る記者。
記者１
演 - 上地春奈（第9話・最終話）
殺人未遂容疑の文吾が消息不明の中、佐野家に詰め寄る記者。
記者２
演 - 小山田織音（第9話・最終話）
殺人未遂容疑の文吾が消息不明の中、佐野家に詰め寄る記者。

### スタッフ
- 原作 - 東元俊哉『テセウスの船』（講談社コミックスプラス / モーニング刊）
- 脚本 - 高橋麻紀
- 音楽 - 菅野祐悟
- 主題歌 - Uru「あなたがいることで」（Sony Music Associated Records）[27]
- CMナレーション - 平野貴大[28][注 4]
- プロデューサー - 渡辺良介[29]、八木亜未
- 演出 - 石井康晴、松木彩、山室大輔
- 製作 - 大映テレビ、TBSテレビ

### 用語
音臼小無差別殺人事件
1989年3月12日、音臼小学校で毎年恒例の「6年生を送るお楽しみ会」が行われ、昼食に出された青酸カリ入りのオレンジジュースを飲んだ児童18人、職員3人のあわせて21人が死亡する。
佐野文吾の自宅から事件と同じ成分の青酸カリが押収され、それが決め手となり事件の犯人として文吾が逮捕される。
心がタイムスリップして過去を変えたあとは、青酸カリが入った飲み物は「オレンジジュース」から原作では「牛乳」に、本作品では「はっと汁」に変わる。
音臼村立音臼小学校
所在地は宮城県仙南郡音臼村1627。現在は廃校になり慰霊碑が立っている。
音臼村
かつて宮城県仙南郡にあった村。音臼小無差別殺人事件のあと廃村になる。
ノート
田村由紀が、佐野文吾は本当に殺人犯なのかを調べるため、当時の新聞や記事に書かれた音臼小無差別殺人事件や、音臼村で起こった不可解な出来事などをスクラップしたノート。
1989年にタイムスリップした心は、ノートを金丸に見られそうになったため崖から投げ捨てるが、犯人に拾われ利用される。
音臼村祭事件
1977年に3月21日、毎年恒例で行われていた祭りであるが、祭りで用意されたキノコ汁に誤って毒キノコが入り、徳本の母が食べてしまい死亡する。この事件以降、音臼村祭が開催されることはなくなった。文吾は事故として処理しようとしたが田中正志の父、田中義男の依頼で事件として捜査されることとなり、後の警察の調べで田中正志の母が毒キノコを誤って入れてしまったことが判明する。

### 放送日程
| 章                                                                           | 話数   | 放送日  | サブタイトル                       | ラテ欄                                                                         | 演出     | 視聴率 |
| ---------------------------------------------------------------------------- | ------ | ------- | ---------------------------------- | ------------------------------------------------------------------------------ | -------- | ------ |
| 第一章                                                                       | 第1話  | 1月19日 | 父は本当に殺人犯なのか?            | 平成元年に殺人犯になった父! タイムスリップした息子が真実に迫る! 父子の奇跡!    | 石井康晴 | 11.1%  |
| 第一章                                                                       | 第2話  | 1月26日 | 真犯人、あらわる                   | 真犯人、あらわる! 引き裂かれる親子の絆                                         | 石井康晴 | 11.2%  |
| 第一章                                                                       | 第3話  | 2月02日 | 決死の告白! 殺人犯になる父へ―      | 父さんは殺人犯になります… 決死の告白! 涙の別れ…                                | 松木彩   | 11.0%  |
| 第二章 現代編                                                                | 第4話  | 2月09日 | 変わり果てた最悪の未来             | 変わり果てた未来… 死んだはずの妻と再会 運命の行方                              | 石井康晴 | 11.0%  |
| 第二章 現代編                                                                | 第5話  | 2月16日 | 無罪の証言者あらわる!              | 無罪の証言者現る! 最後の希望…まさかの裏切りに涙                                | 山室大輔 | 11.8%  |
| 第二章 現代編                                                                | 第6話  | 2月23日 | 真犯人からの招待状                 | 真犯人からの招待状 命がけの対決! 犯人はお前か…!?                               | 山室大輔 | 13.2%  |
| 第三章 解決編                                                                | 第7話  | 3月01日 | 運命の事件当日                     | 運命の事件当日…! 真犯人が姿を消した!? 決戦のとき                               | 松木彩   | 14.0%  |
| 第三章 解決編                                                                | 第8話  | 3月08日 | 事件を止めろ! 黒幕出現!?           | ついに黒幕が登場!! 全て俺のせいだった!? 絶望の父子                             | 松木彩   | 15.3%  |
| 第三章 解決編                                                                | 第9話  | 3月15日 | 真犯人の最終計画始動! 姿を消した父 | 黒幕の最終計画…! 父は殺人犯!? 試される家族の絆!                                | 石井康晴 | 14.9%  |
| 第三章 解決編                                                                | 最終話 | 3月22日 | 過去を変えろ! 黒幕との最後の対決   | 黒幕の正体は誰だ!? 父が連続殺人犯に…!? 家族を待ち受ける未来 衝撃のラスト16分!! | 石井康晴 | 19.6%  |
| 平均視聴率 13.4%（視聴率はビデオリサーチ調べ、関東地区・世帯・リアルタイム） |        |         |                                    |                                                                                |          |        |

- 第1話と最終話は25分拡大（21:00 - 22:19）。
- 第2話は15分拡大（21:00 - 22:09）。

| TBS系 日曜劇場                                 | TBS系 日曜劇場                           | TBS系 日曜劇場                                   |
| 前番組                                         | 番組名                                   | 次番組                                           |
| ---------------------------------------------- | ---------------------------------------- | ------------------------------------------------ |
| グランメゾン東京 （2019年10月20日 - 12月29日） | テセウスの船 （2020年1月19日 - 3月22日） | 半沢直樹（2020年版） （2020年7月19日 - 9月27日） |